# Herman Ponsteen
Herman Ponsteen (Hellendoorn, 27 de marzo de 1953) es un deportista neerlandés que compitió en ciclismo en la modalidad de pista, especialista en las pruebas de persecución.
Participó en dos Juegos Olímpicos de Verano, obteniendo una medalla de plata en Montreal 1976, en la prueba de persecución individual, y dos veces el quinto lugar en persecución por equipos, en Múnich 1972 y en Montreal 1976.
Ganó cinco medallas en el Campeonato Mundial de Ciclismo en Pista entre los años 1973 y 1980.

## Medallero internacional
| Juegos Olímpicos   | Juegos Olímpicos          | Juegos Olímpicos  | Juegos Olímpicos            |
| Año                | Lugar                     | Medalla           | Competición                 |
| ------------------ | ------------------------- | ----------------- | --------------------------- |
| 1976               | Montreal ( Canadá)        | Medalla de plata  | Persecución individual      |
| Campeonato Mundial |                           |                   |                             |
| Año                | Lugar                     | Medalla           | Competición                 |
| 1973               | San Sebastián ( España)   | Medalla de plata  | Persecución individual (A)  |
| 1973               | San Sebastián ( España)   | Medalla de bronce | Persecución por equipos (A) |
| 1973               | San Sebastián ( España)   | Medalla de bronce | 1 km contrarreloj (A)       |
| 1979               | Ámsterdam ( Países Bajos) | Medalla de bronce | Persecución individual (P)  |
| 1980               | Besanzón ( Francia)       | Medalla de plata  | Persecución individual (P)  |

## Palmarés en pista
- 1973
  - Campeón de los Países Bajos en Kilómetro
  - Campeón de los Países Bajos en Tándem (con Rinus Langkruis)
- 1974
  - Campeón de los Países Bajos en Kilómetro
  - Campeón de los Países Bajos en Persecución amateur
- 1975
  - Campeón de los Países Bajos en Kilómetro
  - Campeón de los Países Bajos en Persecución amateur
- 1976
  - Medalla de plata a los Juegos Olímpicos de Montreal en persecución individual
  - Campeón de los Países Bajos en Kilómetro
  - Campeón de los Países Bajos en Persecución amateur
- 1977
  - Campeón de los Países Bajos en Persecución amateur
  - Campeón de los Países Bajos en Puntuación amateur
- 1980
  - Campeón de los Países Bajos en Puntuación
  - Campeón de los Países Bajos en Scratch
- 1982
  - Campeón de los Países Bajos en Persecución

## Palmarés en ruta
- 1977
  - Vencedor de una etapa a la Olympia's Tour